# Aqaba (provins)
Aqaba (arabiska: العقبة, al-Aqaba), eller Akaba, formellt Muhafazat al-Aqaba (محافظة العقبة), är en av Jordaniens tolv provinser (muhafaza). Den administrativa huvudorten är Aqaba. Provinsen gränsar mot provinserna at-Tafila och Maan samt mot Israel och Saudiarabien.
Provinsen hade 102 097 invånare år 2004 och en yta på 6 583 km².
Wadi Rum ligger i provinsen. 

## Administrativ indelning
Provinsen är indelad i två distrikt (liwa):
- Qasabat al-Aqaba
- al-Quwayra